# Julius Hjulian
Julius Hjulian (15 de març de 1903 - 1 de febrer de 1974) fou un futbolista estatunidenc. Va formar part de l'equip estatunidenc a la Copa del Món de 1934.